# Hypholomopsis
Hypholomopsis is een monotypisch geslacht van schimmels behorend tot de familie Psathyrellaceae. Het bevat alleen Hypholomopsis appendiculata.